# منتخب أستراليا تحت 23 سنة لكرة القدم
منتخب أستراليا الوطني لكرة القدم تحت 23 سنة (بالإنجليزية: Australia national under-23 soccer team)‏ هو ممثل أستراليا الرسمي في المنافسات الدولية في كرة القدم في فئة كرة قدم تحت 23 سنة للرجال، يديريه اتحاد أستراليا لكرة القدم.

## سجل التنافس
| الألعاب الأولمبية | الألعاب الأولمبية              | الألعاب الأولمبية              | الألعاب الأولمبية              | الألعاب الأولمبية              | الألعاب الأولمبية              | الألعاب الأولمبية              | الألعاب الأولمبية              | الألعاب الأولمبية              |
| الظهور: 5         | الظهور: 5                      | الظهور: 5                      | الظهور: 5                      | الظهور: 5                      | الظهور: 5                      | الظهور: 5                      | الظهور: 5                      | الظهور: 5                      |
| السنة             | الجولة                         | المركز                         | لعب                            | فاز                            | تعادل                          | خسر                            | له                             | عليه                           |
| ----------------- | ------------------------------ | ------------------------------ | ------------------------------ | ------------------------------ | ------------------------------ | ------------------------------ | ------------------------------ | ------------------------------ |
| 1900 ‏–1948 ‏       | طالع منتخب أستراليا لكرة القدم | طالع منتخب أستراليا لكرة القدم | طالع منتخب أستراليا لكرة القدم | طالع منتخب أستراليا لكرة القدم | طالع منتخب أستراليا لكرة القدم | طالع منتخب أستراليا لكرة القدم | طالع منتخب أستراليا لكرة القدم | طالع منتخب أستراليا لكرة القدم |
| 1992              | المركز الرابع                  | الرابع                         | 6                              | 2                              | 1                              | 3                              | 8                              | 12                             |
| 1996              | مرحلة المجموعات                | الثالث عشر                     | 3                              | 1                              | 0                              | 2                              | 4                              | 6                              |
| 2000              | مرحلة المجموعات                | الخامس عشر                     | 3                              | 0                              | 0                              | 3                              | 3                              | 6                              |
| 2004              | ربع النهائي                    | السابع                         | 4                              | 1                              | 1                              | 2                              | 6                              | 4                              |
| 2008              | مرحلة المجموعات                | الحادي عشر                     | 3                              | 0                              | 1                              | 2                              | 1                              | 3                              |
| 2012              | لم يتأهل                       | لم يتأهل                       | لم يتأهل                       | لم يتأهل                       | لم يتأهل                       | لم يتأهل                       | لم يتأهل                       | لم يتأهل                       |
| 2016              | لم يتأهل                       | لم يتأهل                       | لم يتأهل                       | لم يتأهل                       | لم يتأهل                       | لم يتأهل                       | لم يتأهل                       | لم يتأهل                       |
| 2020              | سوف يتم تحديدها                | سوف يتم تحديدها                | سوف يتم تحديدها                | سوف يتم تحديدها                | سوف يتم تحديدها                | سوف يتم تحديدها                | سوف يتم تحديدها                | سوف يتم تحديدها                |
| 2024              | سوف يتم تحديدها                | سوف يتم تحديدها                | سوف يتم تحديدها                | سوف يتم تحديدها                | سوف يتم تحديدها                | سوف يتم تحديدها                | سوف يتم تحديدها                | سوف يتم تحديدها                |
| 2028              | سوف يتم تحديدها                | سوف يتم تحديدها                | سوف يتم تحديدها                | سوف يتم تحديدها                | سوف يتم تحديدها                | سوف يتم تحديدها                | سوف يتم تحديدها                | سوف يتم تحديدها                |
| الاجمالي          | المركز الرابع                  | 5/7                            | 19                             | 4                              | 3                              | 12                             | 22                             | 31                             |

| بطولة آسيا تحت 23 عاما | بطولة آسيا تحت 23 عاما | بطولة آسيا تحت 23 عاما | بطولة آسيا تحت 23 عاما | بطولة آسيا تحت 23 عاما | بطولة آسيا تحت 23 عاما | بطولة آسيا تحت 23 عاما | بطولة آسيا تحت 23 عاما | بطولة آسيا تحت 23 عاما |
| الظهور: 3              | الظهور: 3              | الظهور: 3              | الظهور: 3              | الظهور: 3              | الظهور: 3              | الظهور: 3              | الظهور: 3              | الظهور: 3              |
| السنة                  | الجولة                 | المركز                 | لعب                    | فاز                    | تعادل                  | خسر                    | له                     | عليه                   |
| ---------------------- | ---------------------- | ---------------------- | ---------------------- | ---------------------- | ---------------------- | ---------------------- | ---------------------- | ---------------------- |
| 2013                   | ربع النهائي            | السادس                 | 4                      | 2                      | 0                      | 2                      | 3                      | 6                      |
| 2016                   | مرحلة المجموعات        | التاسع                 | 3                      | 1                      | 1                      | 1                      | 2                      | 1                      |
| 2018                   | مرحلة المجموعات        | الحادي عشر             | 3                      | 1                      | 0                      | 2                      | 5                      | 5                      |
| 2020                   | تأهل                   | تأهل                   | تأهل                   | تأهل                   | تأهل                   | تأهل                   | تأهل                   | تأهل                   |
| الاجمالي               | ربع النهائي            | 3/3                    | 10                     | 4                      | 1                      | 5                      | 10                     | 12                     |